# Baronia de la Portella
La baronia de la Portella fou una jurisdicció senyorial que comprenia la Portella, Lluçà, Gironella, Olvan, Santa Maria de Merlès i Sagàs. Aquests termes comprenien, a la vegada, la Quar, Sant Maurici, les Eures, Palmerola, Boatella, Borredà, Castell de l'Areny, Vilada i Biure.
La batllia de la Quar, amb el castell i la parròquia de la Quar i la vall i monestir de la Portella (on primitivament s'aixecà el castell de la Portella), la parròquia de Sant Maurici i el lloc d'Heures, fou el centre de la baronia i on residia el procurador general, representant del baró. La baronia comprenia les antigues batllies de Palmerola (amb el castell i la parròquia de Palmerola, la parròquia de Boadella i part de la de Borredà), Castell de l'Areny (amb el seu castell i la parròquia), de Vilada (amb la seva parròquia i el castell de Roset) i de Sagàs (amb la seva parròquia, la parròquia de Sant Martí de Biure). Posteriorment fou agregat a aquesta darrera batllia el terme del castell de Merlès (amb la seva parròquia de Sant Martí de Merlès i Santa Maria de Merlès).
El primer senyor de La Portella fou Pere I de Saportella, casat amb Ermessenda, i mort el 1102. La nissaga Saportella s'extingí amb Marquesa de Portella, a mitjan segle xiv.
Bernat (VI) Guillem de Saportella (dit també Bernat Guillem I), baró de la Portella, casat amb Sibil·la de Pinós, morí el 1321 i deixà com hereu universal el seu fill Bernat VII (VI, segons); si aquest moria, passava l'heretat a Marquesa, cosa que succeí el 1336. Marquesa es casà en segones núpcies amb Pere VII de Fenollet, vescomte d'Illa i de Canet (Rosselló), i per aquest motiu la Portella i Lluçà es varen integrar en aquell vescomtat. El 1369 Pere Galceran de Pinós comprà les baronies de la Portella i Lluçà pel preu de 21.000 lliures, passant, així, a ser possessió dels barons de Pinós i Mataplana i finalment passà als comtes de Vallfogona.